# Onderscheidingsvlag Minister van Defensie (Nederland)
De onderscheidingsvlag van de Nederlandse minister van Defensie is op 1 september 2023 bij Koninklijk Besluit vastgesteld als onderscheidingsvlag van de minister van het departement van Defensie. Voor de overige ministers is een aparte  onderscheidingsvlag vastgesteld.

## Beschrijving
De officiële beschrijving is:
Zeven banen van rood, wit, blauw, wit, rood, wit, en blauw waarvan de hoogten zich verhouden als 1:1:1:6:1:1:1, met in de middelste baan twee gele gekruiste zwaarden overtopt met een gele Koninklijke kroon.
De hoogte-lengteverhouding van de vlag bedraagt 2:3.
De kroon duidt op trouw aan de Koning en daarmee het Nederlandse volk. Het zwaard symboliseert de uitoefening van geweldsbevoegdheid. Het dubbele zwaard staat voor de bescherming van Koninkrijks-belangen.

## Voormalige vlaggen
| Vlag | Gebruik | Beschrijving |
| ---- | --- | --- |
|      | Ministers en ambassadeurs (van 1816 tot ca. 1931)                                                                       | Vastgelegd in het "Reglement op de eerbewijzen en saluten", vastgesteld bij Koninklijk Besluit van 16 maart 1816, nummer 46. De (niet officiële) beschrijving luidt: De Nederlandse vlag met daarboven een over eenderde van de lengte gespleten wimpel in de kleuren van de Nederlandse vlag. |
|      | Minister van Defensie bij bezoek aan de Koninklijke Marine (van 1931 tot 1945), Minister van Marine (van 1945 tot 1957) | Vastgesteld bij Koninklijk Besluit van 20 juli 1931, Staatsblad 315, gewijzigd bij Koninklijk Besluit van 1 oktober 1945, Staatsblad F208. Ingetrokken bij de vaststelling van de nieuwe vlag in 1957. De (niet officiële) beschrijving luidt: Zeven horizontale banen en wel, van boven naar beneden, drie banen, achtereenvolgens rood, wit en blauw, elk metende 1/12 van de hoogte; één witte baan, metende 1/2 van de hoogte; achtereenvolgens rood, wit en blauw, elk metende 1/12 van de hoogte; in de middelste baan, metende de helft van de hoogte, worden twee gekruiste zwarte ankers gevoerd.                                                |
|      | Minister van Defensie bij bezoek aan de Koninklijke Landmacht (van 1931 tot 1934)                                       | Vastgesteld bij Ministeriële Beschikking van 10 september 1931, IIde Afd.B, nummer 38. De beschrijving luidt: Zeven horizontale banen en wel, van boven naar beneden, drie banen, achtereenvolgens rood, wit en blauw, elk metende 1/12 van de hoogte; één witte baan, metende 1/2 van de hoogte; achtereenvolgens rood, wit en blauw, elk metende 1/12 van de hoogte. |
|      | Minister van Defensie bij bezoek aan de Koninklijke Landmacht (van 1934 tot 1957)                                       | Vastgesteld bij Ministeriële Beschikking van 12 juli 1934. Ingetrokken bij de vaststelling van de nieuwe vlag in 1957. De beschrijving luidt: Zeven horizontale banen en wel, van boven naar beneden, drie banen, achtereenvolgens rood, wit en blauw, elk metende 1/12 van de hoogte; één witte baan, metende 1/2 van de hoogte; achtereenvolgens rood, wit en blauw, elk metende 1/12 van de hoogte; in de middelste baan, metende de helft van de hoogte, wordt een rode, staande leeuw uit het Nederlandse wapen gevoerd. |
|      | Minister van Defensie (van 1957 tot 2023)                                                                               | Op 10 april 1957 bij Koninklijk Besluit, Staatsblad 333 vastgesteld als onderscheidingsvlag van de minister van het departement van Defensie. Ingetrokken bij de vaststelling van de nieuwe vlag in 2023. De beschrijving luidt: Een witte vlag, aan de boven- en onderzijde voorzien van drie banen (van boven naar beneden) rood, wit en blauw; in het hart van de daartussen gelegen witte baan een onklaar anker, beladen met de leeuw uit het Rijkswapen, alles van goud, waaroverheen aan de onderzijde de wapenspreuk "Je Maintiendrai" in latijnse letters van sabel op een gouden lint; alles overtopt door de luchtmachtadelaar, mede van goud. |

## Afmetingen
Bij een bezoek aan een inrichting, voer-, vaar- of vliegtuig van de Koninklijke Marine wordt gevlagd met vlaggen van de afmetingen in onderstaande tabel:
| Categorie | Beschrijving                                                                                  | Grootte    | Lengte   | Hoogte |
| --------- | --------------------------------------------------------------------------------------------- | ---------- | -------- | ------ |
| 1         | Bevoorradingsschepen (en groter), fregatten                                                   | 3 kleeds   | 225 cm   | 150 cm |
| 2         | Onderzeeboten, mijnenjagers, oceanografische vaartuigen, opnemingsvaartuigen, logementschepen | 1,5 kleeds | 112,5 cm | 75 cm  |
| 3         | Landingsvaartuigen, kust-havensleepboten, overige hulpschepen                                 | 1,5 kleeds | 112,5 cm | 75 cm  |
| 5         | Sloepen/Rhibs                                                                                 | maat A     | 45 cm    | 30 cm  |
| 6         | Motorrijtuigen                                                                                | maat A     | 45 cm    | 30 cm  |

Voor categorie 4 (inrichtingen) staan de afmetingen niet in het voorschrift gespecificeerd, maar gebruikelijk is voor dit doel een 3 kleedsvlag toe te passen.